# مرانه، حمص
مرانه (به عربی: المرانة) یک روستا در سوریه است که در استان حمص واقع شده‌است. مرانه ۳۹۵ نفر جمعیت دارد.